# Umm Salal

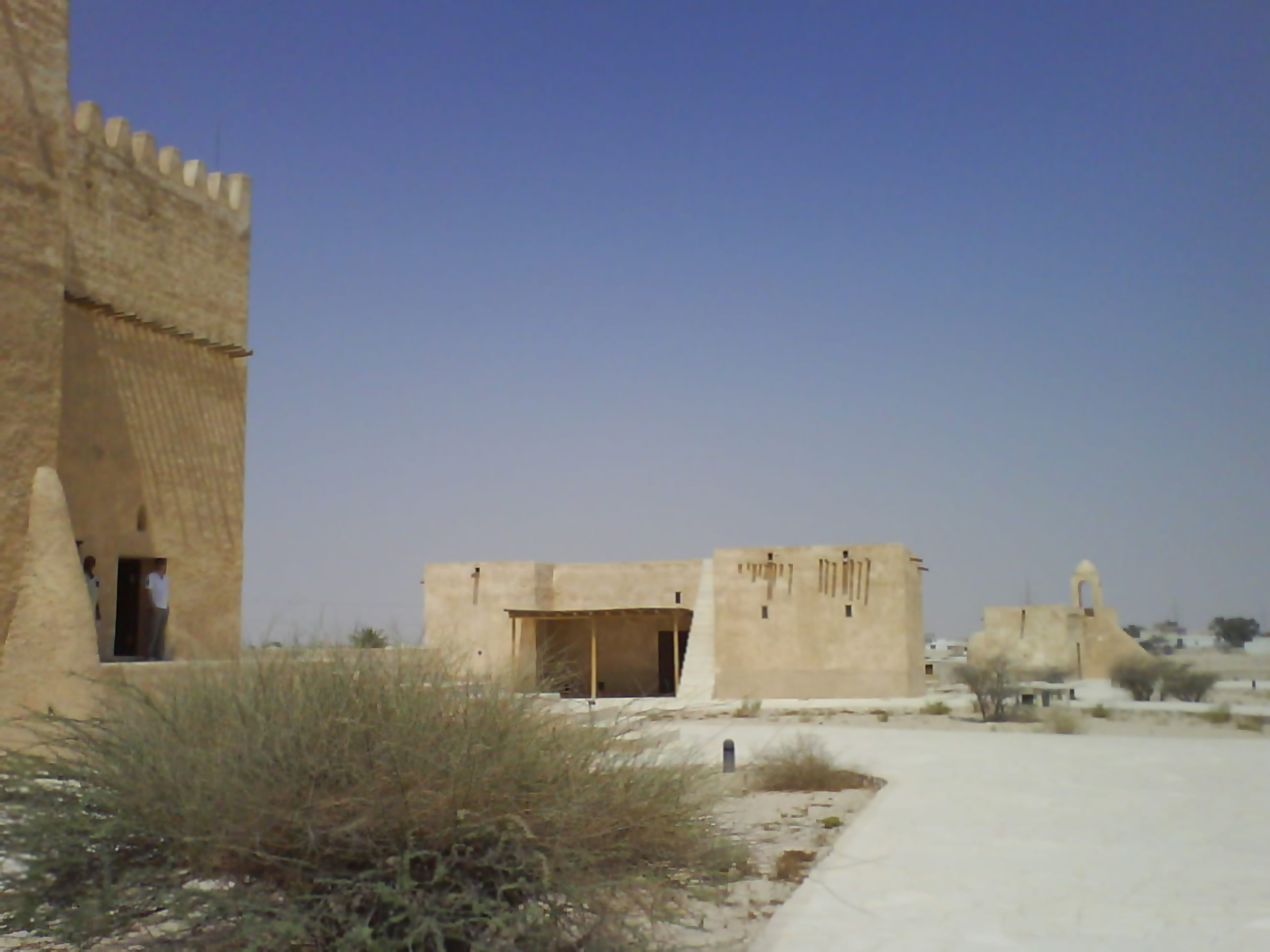
Umm Salal Muhammed Fort

Umm Salal (arabisch أم صلال, DMG Umm Ṣalāl), auch Umm Salal Muhammed, ist eine Stadt und Hauptort der Gemeinde Umm Salal in Katar. Im April 2015 wurde eine Bevölkerung von 90.835 Personen gezählt. Außerdem ist hier der in der Qatar Stars League spielende Fußballverein Umm-Salal Sport Club beheimatet.

## Demographie
| März 1986 | März 1997 | März 2004 | April 2010 | April 2015 |
| --------- | --------- | --------- | ---------- | ---------- |
| 9.448     | 15.935    | 25.413    | 60.509     | 90.835     |